# Sumatra
Die Insel Sumatra (gesprochen Sumátra oder Súmatra) oder Sumatera (veraltete indonesische Schreibweise) ist Teil Indonesiens und mit 473.481 km² die sechstgrößte Insel der Welt. In diese Fläche sind die vorgelagerten Inseln mit zusammen rund 50.000 km² eingerechnet.

## Geographie
Die Insel erstreckt sich 1700 Kilometer in Nordwest-Südost-Richtung und ist bis zu 370 Kilometer breit, der Äquator überquert die Mitte der Insel. Das Barisangebirge (Gunung Barisan) begleitet die Westküste und wird südostwärts immer höher. Der Gunung Kerinci ragt bis auf 3805 Meter empor. Es gibt aber noch weitere Dreitausender. Vulkanische Aktivitäten in diesem Gebirge statteten die Insel mit fruchtbarem Land und malerischen Landschaften (um den Tobasee) aus. Die östliche Inselhälfte ist flach; die bis 300 km breite Ebene ist beinahe zur Hälfte mit Sümpfen bedeckt.

### Lage
Sumatra bildet den äußersten Westen des bevölkerungsreichen Staates Indonesien, der mit seinen Hauptinseln in einer 5000 km langen Kette von Sumatra über Java, Bali und West-Flores bis zu den Molukken vor Neuguinea reicht.
Südöstlich von Sumatra liegt – durch die 40 Kilometer breite Sundastraße getrennt – die Hauptinsel Java. In der südlichen Sundastraße befinden sich einige Vulkaninseln, darunter der Krakatau (816 m, mit verheerenden Ausbrüchen in den Jahren 1883 und 1930). Der Tobasee im Norden der Insel ist der Überrest eines Supervulkanausbruchs vor rund 75.000 Jahren, den nach Ansicht von Stanley H. Ambrose weltweit nur 1000 bis 10.000 Menschen überlebt haben sollen und der die Menschheit damit fast ausgelöscht haben soll (siehe Toba-Katastrophentheorie).

### Vorgelagerte Inseln
Im Osten, an der Straße von Malakka, lagern sich, nur durch schmale Meeresarme getrennt, einige flache Inseln (indonesisch: 'Pulau') an der Küste:
- Rupat (mit dem größten Ort Batupanjang)
- Bengkalis (mit dem gleichnamigen Hauptort)
- Padang
- Rangsang
- Rantau
- Penyeler (mit dem Hauptort Mendung), direkt vor der Mündung des Flusses Kampar

Die Insel Kundur, östlich von Penyeler, gehört schon zu den Riau-Inseln (Kepulauan Riau).
Weitere Inseln liegen vor der Mündung des Indragiri, nahe der Stadt Tembilahan.
Etwas südlich, vor der Mündung des Batang Hari, liegen zwei kleine Inseln.
Eine ganze Strecke weiter südlich sind der Ostküste die großen Inseln Bangka und Belitung vorgelagert. Jenseits des 600 km breiten Meeres im Osten (Selat Kerimata) liegt die Insel Borneo. Östlich der verkehrsreichen, engen Straße von Malakka, befindet sich die Malaiische Halbinsel mit Singapur, etwas südlich davon liegen die Riau-Inseln.
Direkt der Landspitze Aceh im Nordwesten vorgelagert ist die Insel Weh, weitere 200 km im Norden liegt mit Groß Nikobar die südlichste Insel der Inselgruppe der Andamanen und Nikobaren, die schon zu Indien gehört.
Der Südwestküste Sumatras vorgelagert sind eine Reihe von Inseln (indonesisch pulau), beginnend im Norden:
- Simeuluë
- Banyak-Inseln mit den größeren Inseln Balai, Tuangku, Bangkaru und Palambak
- Nias
- Batu-Inseln mit drei größeren (Tanahbala, Tanahmasa und Pini) und 48 kleineren Inseln
- Mentawai-Inseln mit Siberut, Sipora, Nordpagai und Südpagai
- Mega
- Enggano

In der Sundastraße, im Süden Sumatras, liegen die Vulkaninsel Krakatau, Legundi, Sebuku und Sebesi. Die benachbarten Panaitan und Sangiang befinden sich bereits näher an Java.

### Verwaltungsgliederung
Sumatra (und die umliegenden Inseln) sind in insgesamt 10 Provinzen eingeteilt, die ihrerseits weiter in Regierungsbezirke und Städte (Kabupaten und Kota) unterteilt sind:
- Aceh (äußerster Nordwesten, mit der Insel Simeuluë), Hauptstadt Banda Aceh, genießt als Sonderregion besondere Vorrechte
- Bangka-Belitung (zwei Inseln Richtung Borneo), Hauptstadt Pangkal Pinang
- Bengkulu (südliche Küste), Hauptstadt Bengkulu
- Jambi (Mitte-Ost), Hauptstadt Jambi
- Lampung (Südostspitze Richtung Java), Hauptstadt Bandar Lampung
- Riau (Ebene der Mitte, an Meerenge zu Singapur), Hauptstadt Pekanbaru
- Kepulauan Riau (Riau-Inseln), Hauptstadt Tanjung Pinang
- Sumatra Barat (mittlere Westküste), Hauptstadt Padang
- Sumatra Selatan (Süd-Sumatra), Hauptstadt Palembang
- Sumatra Utara (Nordwest-Sumatra, mit der Insel Nias), Hauptstadt Medan

## Geologie
Entlang der Südwestküste Sumatras verläuft der Sundagraben. Die Tektonik der westlichen Mitte Sumatras wird durch die Nordwärtsbewegung der Australischen Platte geprägt. Die Plattengrenze verläuft grob entlang des Sundagrabens, aber die Zone, in der Deformationen auftreten, erstreckt sich über hunderte von Kilometern vom Graben entfernt. Dadurch kommt es immer wieder zu Erdbeben:
- Erdbeben vom 28. Juni 1926
- Erdbeben vom 8. und 9. Juni 1943
- Erdbeben vom 4. Juni 2000
- Seebeben vom 26. Dezember 2004
- Seebeben vom 28. März 2005
- Erdbeben vom 6. März 2007
- Erdbeben vom 12. September 2007
- Seebeben vom 20. Februar 2008
- Seebeben vom 30. September 2009
- Erdbeben vom 6. April 2010

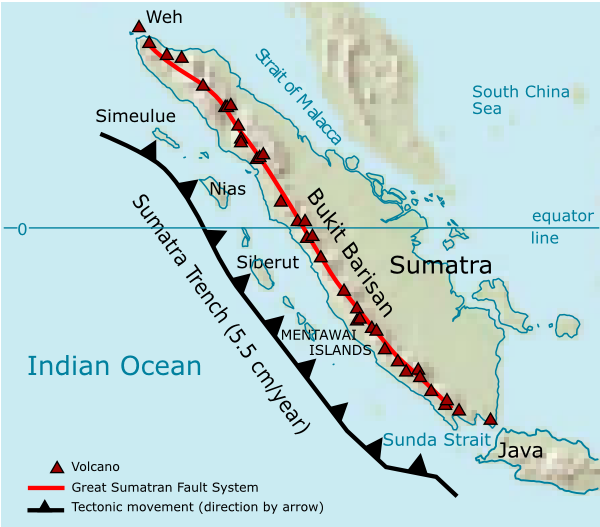
(Engl.) Karte Sumatras mit dem Sundagraben und aktiven Vulkanen

- Erdbeben vom 5. Mai 2010, im Süden
- Erdbeben vom 9. Mai 2010, im Norden
- Erdbeben vom 25. Oktober 2010
- Erdbeben vom 11. April 2012
- Erdbeben vom 7. Dezember 2016
- Erdbeben vom 25. Februar 2022

Folgen dieser Erdbeben werden weiter unten beschrieben.
Eine Folge dieser tektonischen Aktivitäten ist die Hebung des Barisangebirges entlang der Südwestküste Sumatras.

## Bevölkerung
Rund 50 Millionen Einwohner (Stand: 2010) leben auf der Insel. Die Bevölkerungsdichte liegt bei rund 106 Einwohner/Quadratkilometer und ist damit etwa ein Zehntel so hoch wie im benachbarten Java.

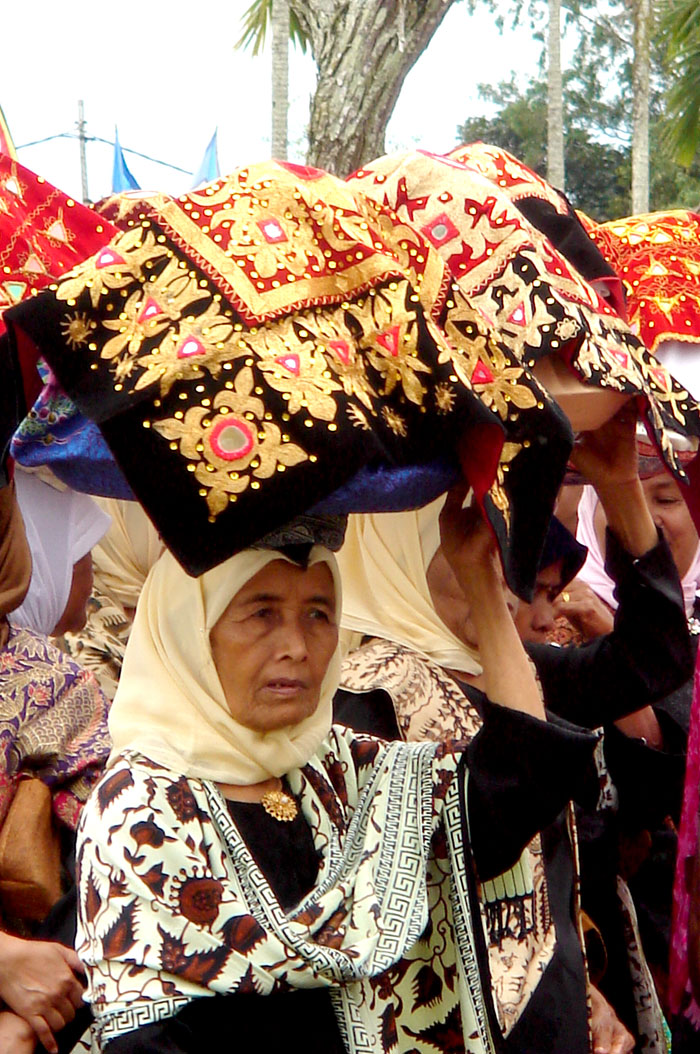
Minangkabau-Frauen bei einer Zeremonie

Die bevölkerungsreichsten Regionen liegen um die Städte Medan und Palembang. Weitere große Städte sind Padang, Bandar Lampung und Pekanbaru.
Die Zentralregierung fördert(e) die Übersiedlung von Millionen Javanern im Rahmen des Transmigrasi-Programms, was das politische Klima anheizt.
Die Bevölkerung ist großenteils malaiischen Ursprungs. Sie teilt sich in über 50 verschiedene Sprachen auf, die einander jedoch recht ähnlich sind. Die malaiische Sprache dominiert im Osten. Im gebirgigen Westen finden sich die Minangkabau, die durch ihre matrilineare Gesellschaftsordnung besonders bekannt sind, im Süden die Lampung, nördlich der Minangkabau die Batak und an der Nordspitze die Achinesen. In den Städten leben zum Teil Chinesen, Araber und Inder.
Etwa 80 % der Bevölkerung bekennt sich zum Islam sowie 18 % zum Christentum. Der Rest verteilt sich mit 0,7 % auf buddhistische, 0,2 % auf hinduistische sowie ethnisch religiöse Gemeinden. 2007 wurde in Aceh und teilweise in anderen Provinzen das islamische Rechtssystem eingeführt. Dieses Recht schreibt unter anderem auch vor, dass die weibliche Bevölkerung einen Schleier tragen muss.

## Wirtschaft
Auf Sumatra finden sich bedeutende Erdölvorkommen. Die Insel erwirtschaftet 70 % des Einkommens von Indonesien. Eine wichtige Rolle spielt der Bergbau, gefördert werden unter anderem Kohle, Gold, Bauxit und Zinn. An landwirtschaftlichen Produkten spielen unter anderem Kautschuk, Pfeffer, Kaffee, Palmöl und Tabak eine Rolle. Seit Mitte der 1990er Jahre haben internationale Investoren die Palmölproduktion in Indonesien massiv ausgedehnt. Heute ist der Inselstaat nach Malaysia der zweitgrößte Produzent. Die Wälder der Ureinwohner Sumatras müssen dafür den Plantagen weichen.
Die Erschließung der Insel wurde auch durch den in den 1980er Jahren fertiggestellten Trans-Sumatra-Highway vorangetrieben, der Banda Aceh an der Nordspitze über Medan, Prapat und Padang mit Bandar Lampung und Bakauheni an der Südspitze verbindet.
Einen gewissen Stellenwert nimmt auch der Fremdenverkehr ein – insbesondere im Gebiet des Tobasees und um Bukittinggi.

## Geschichte
Die ältesten Belege für die Anwesenheit von anatomisch modernen Menschen (Homo sapiens) sind rund 70.000 Jahre alt.
Der ursprüngliche Name Sumatras war Swarna Dwipa („Insel des Goldes“), er stammt vom Goldexport, der schon in frühen Zeiten aus dem Hochland Sumatras kam. Im ersten Jahrtausend nach Christus fassten der Buddhismus und der Hinduismus auf der Insel Fuß und verschmolzen mit Glaubensvorstellungen der ursprünglichen Bauernkultur. Auf Grundlage der aus Indien importierten Kultur bildeten sich mehrere Reiche. Mit seiner Lage an der Seehandelsroute von Indien nach China begannen bald Handelsstädte zu blühen, die bekannteste war Srivijaya an der Stelle des heutigen Palembang.
Im 11. Jahrhundert fielen Teile der Insel unter javanischen Einfluss und gleichzeitig begann sich, ausgehend von indischen Händlern, der Islam auszubreiten, der sich allerdings erst im 13. Jahrhundert in größeren Teilen Nordsumatras durchsetzte. Es entstanden kleinere Sultanate, am bekanntesten war Aceh im Norden.

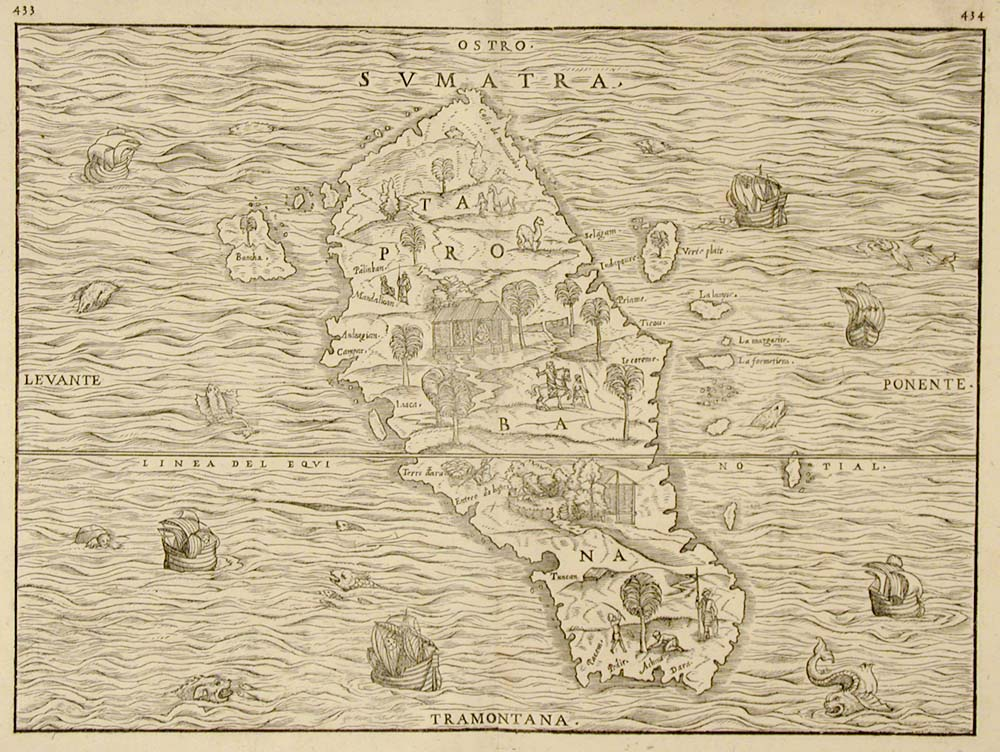
Karte Sumatras von Giacomo Gastaldi, 1556

Erste Handelskontakte nach Europa entstanden über portugiesische Händler von kleinen Handelsstützpunkten aus. Die tatsächliche koloniale Eroberung begann erst 1596 mit der Landung der Niederländer auf der Insel. Nacheinander unterwarfen sie alle Sultanate, wobei Aceh erst 1905 völlig besiegt wurde. Die Niederländer setzten sich auf Sumatra gegen die Briten durch, was im Britisch-Niederländischen Vertrag von 1824 bestätigt wurde.
Ende des 19. Jahrhunderts entstanden weltweit neue, „moderne“ Plantagen. Ihre Kennzeichen: sie lagen in abgelegenen Gebieten, Geld und Management kamen aus verschiedenen Ländern (Europa und USA), neue wissenschaftliche Erkenntnisse zur Ertragsoptimierung wurden angewendet und neben wenigen Spezialisten wurden viele ungelernte Arbeiter benötigt. Ein Zentrum dieser Entwicklung bildete Ost-Sumatra mit seinen Tabak-Plantagen. Das Land war den einheimischen Fürsten abgekauft worden, die angeworbenen chinesischen Arbeiter wohnten in Lagern, es entstanden riesige Gebiete mit eigener Justiz. 1913 kam nur die Hälfte der Investitionen aus den Niederlanden, der Rest aus Großbritannien, den USA, Schweiz, Frankreich und Belgien.
Im Zweiten Weltkrieg war die Insel japanisch besetzt und wurde danach Teil der Republik Indonesien. Unruhepol Sumatras ist jedoch weiterhin die nach Unabhängigkeit strebende Region Aceh im Norden.

## Natur

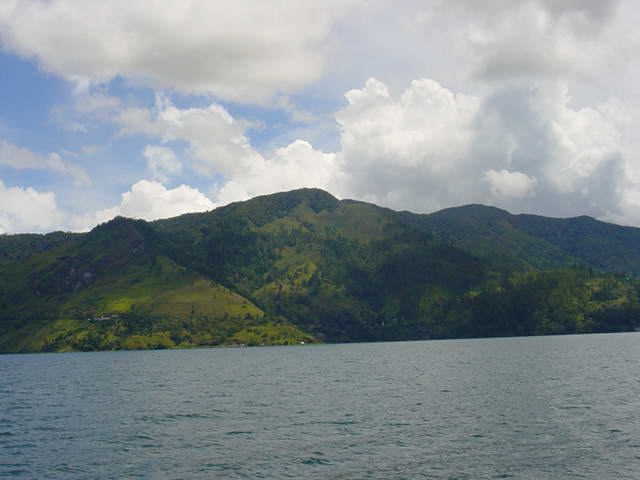
Tobasee

Exzessives Abholzen von Wäldern, Dynamitfischerei, die Jagd nach edlen Fellen, die Nachfrage nach exotischen Souvenirs (wie Schildkrötenpanzer) haben zur Folge, dass ein großer Teil der Tier- und Pflanzenwelt vom Aussterben bedroht ist. Gesetzlich geschützt sind bereits 140 heimische Tierarten, nur kann dies niemand effektiv kontrollieren (selbst in Reservaten), die weit verbreitete Korruption kommt hinzu. Um das Überleben zu sichern, hat die indonesische Regierung bereits im gesamten Archipel 64.000 km² zu Schutzgebieten erklärt. Das entspricht fast der Größe von ¾ der Insel Java. Einige dieser Naturparks gibt es auch auf Sumatra. Die bekanntesten sind der Nationalpark Gunung Leuser im Norden, die Naturschutzgebiete Rimbo Panti und Lembah Harau bei Bukittinggi und der Kerinchi-Seblat-Nationalpark im Süden. Sie werden von der P.H.P.A. (perlindungan, „Schutz“; hutan, „Wald“; pengawetan, „Erhaltung“; alam, „Natur“) verwaltet. Mit 176 verschiedenen Säugern, 194 Reptilien-, 62 Amphibien- und 320 Vogelarten stellt Sumatra eine große Vielfalt an tierischem und auch pflanzlichem Leben vor, so viel wie auf keiner anderen Insel Indonesiens.

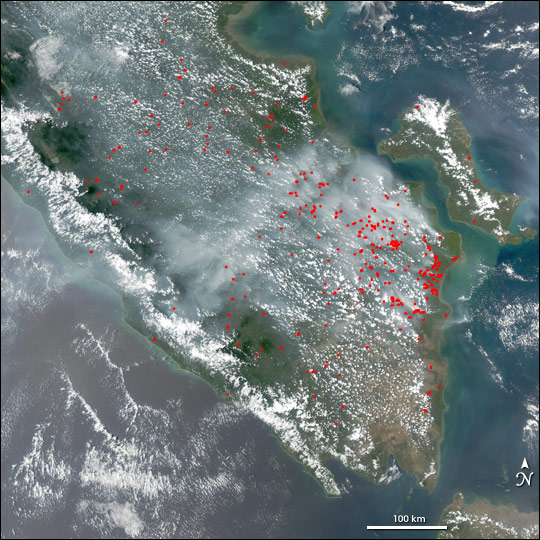
Satellitenaufnahme vom Süden Sumatras: rot sind Feuer gekennzeichnet (2004)

Aufgrund der äquatorialen Lage war Sumatra bis in jüngster Zeit von tropischem Regenwald bedeckt. Erst in der Kolonialzeit und verstärkt seit den 1950er Jahren wurden die immergrünen Wälder durch großflächige Waldrodungen in die unzugänglichen Bergregionen zurückgedrängt. Inzwischen sind die meisten Tiefland-Regenwälder vernichtet, zumeist von Kleinbauern für ihren Wanderfeldbau oder von Firmen zur Anlage von Palmöl-Plantagen niedergebrannt. 1998 sind diese Feuer außer Kontrolle geraten und haben monatelang gewütet. Die Rauchentwicklung war so stark, dass Flughäfen in der Region geschlossen werden mussten.
In den Schulen und anderen Initiativen wird versucht, den Kindern, Jugendlichen und erwachsenen Anwohnern erste Schritte in Richtung ökologisches Verhalten nahezubringen, um das Fortschreiten der Entwaldung zu verhindern.
Im Fluss Kampar tritt eine starke Gezeitenwelle auf, die bono genannt wird und sich mit bis zu 40 km/h bewegen kann.

### Tiere und Pflanzen
Die Reste der überwältigenden Regenwälder Sumatras sind in der ganzen Welt berühmt, da sie einige der gefährdetsten und seltensten Arten auf der Erde beherbergen. Sie werden u. a. bewohnt von einigen Nashornvogelarten(Buceros spp., indon. enggang), nämlich Langschopf-, Rhinozeros-, Doppel-, Schild-, Orient-, Malaien-, Kurzschopf-, Furchen- und Runzelhornvögeln, Argusfasanen (Argusianus argus, indon. burung kuau / kuang), Straußwachteln, Schwarzweißhäherlingen, Salvadori-, Malaien-Gelbschwanz-, Malaienhauben- und Bronzepfaufasanen, Sunda-Marabus, Höckerstörchen, Haubenschlangen-, Dschungelhauben- und Fledermausadlern, Brahminenweihen, zehn Zwergohreulenarten, Sumatra-Elefanten (indon. gajah), den stark bedrohten Sumatra-Nashörnern, Schabrackentapiren, Sumatra-Tigern, die kleinste Unterart des Tigers, den endemischen Sumatra- und Tapanuli-Orang-Utans, Bart- und Wildschweinen, Sunda-Nebelpardern, Asiatischen Gold- und Marmorkatzen, Binturongs, Streifenrollern, Malaiische Zibetkatzen, Klein- und Großkantschilen, Malaienbären, Rothunden, Zwergottern, Malaiischen Schuppentieren, Malaiischen Stachelschweinen, Einigen Schönhörnchen darunter Prevost-Hörnchen, Südlichen Seraus, Sambarhirschen, Muntjaks, Leistenkrokodilen, Sunda-Gavialen, Braunen Landschildkröten, Stachel-Erdschildkröten, Sunda- und Banka-Plumploris, Sunda-Koboldmakis, Thomas-Languren (Presbytis thomasii), Südlichen Schweinsaffen (Macaca nemestrina), Pagai- und Siberut-Makaken, Raffles Binden-, Weißschenkligen -, Mentawi-, Silbernen Hauben- und Sumatra-Languren, Pageh-Stumpfnasen, Javaneraffen (Macaca fascicularis), Siamangs (Symphalangus syndactylus) Schwarzhand- und Kloss-Gibbons, und Weißhandgibbons (Hylobates lar, indon. ungko). 

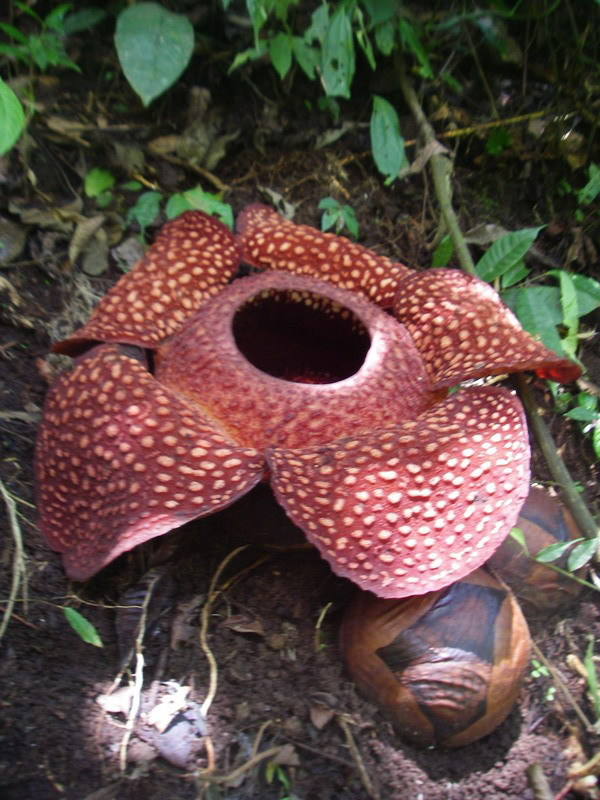
Riesenrafflesie (Rafflesia arnoldii)

3500 Pflanzenarten wurden im Park gezählt. So findet man am Alas- und Bengkung-Fluss sowie am Bangko-See die Rafflesia atjehensis. In einem Verbreitungsgebiet von 1° nördlich und südlich des Äquators wird auch die Titanenwurz (Amorphophallus titanum), mit dem größten Blütenstand der Welt, gesichtet. Daneben gibt es viele endemische Orchideenarten, Farne, Moose.

### Welterbe
Die tropischen Regenwälder von Sumatra wurden 2004 als Naturdenkmal in die UNESCO-Liste des Welterbes aufgenommen. Das 25.951 km² große Gebiet der Welterbestätte umfasst die Nationalparks Gunung Leuser, Kerinchi-Seblat und Barisan Selatan.

### Naturkatastrophen

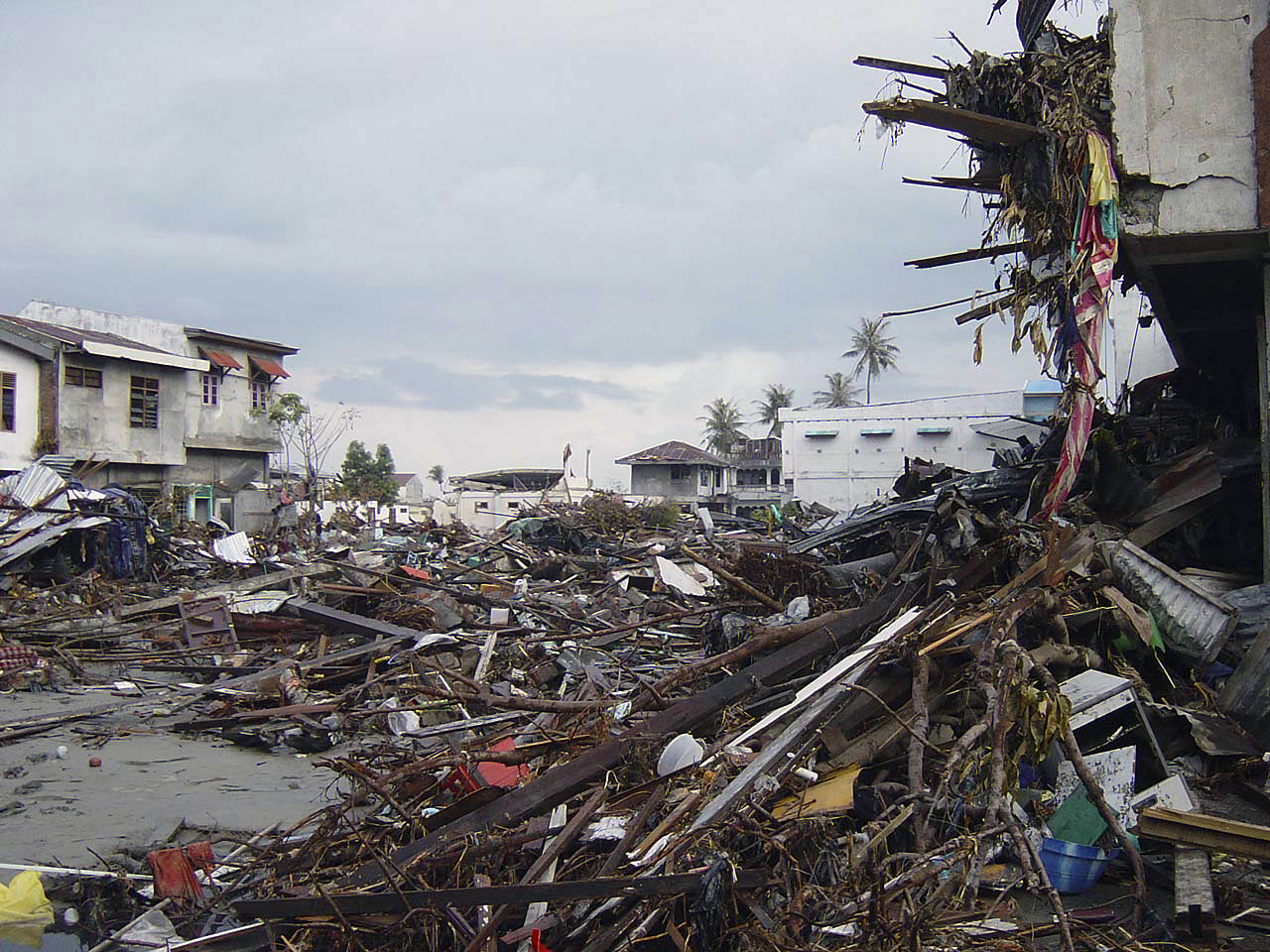
Straße in Banda Aceh nach dem Tsunami

- Große Teile der Nordwest-Provinz Aceh wurden am 26. Dezember 2004 durch das verheerende Seebeben im Indischen Ozean und den folgenden Tsunami zerstört. Behörden sprachen Anfang 2005 von mehr als 150.000 Opfern. Nach offiziellen Angaben kommen allein auf der besonders schwer getroffenen Insel Sumatra mehr als 94.000 Menschen ums Leben. Doch einige Tage lang wurde die Schwere der Katastrophe von den javanischen Behörden vertuscht, weshalb die schwer zugängliche Westküste erst sehr spät von Hilfskräften erreicht wurde.
- Ein Nachbeben am 28. März 2005 mit Epizentrum 200 Kilometer westlich vor Sumatra richtete auf einigen Inseln vor Sumatra erhebliche Schäden an, forderte zahlreiche Todesopfer und reaktivierte einige Vulkane auf Sumatra.
- Ein Erdbeben auf Sumatra am 6. März 2007 mit Epizentrum bei der Stadt Solok in Westsumatra hat nach bisherigen Erkenntnissen (6. März 2007) ca. 70 Tote gekostet.
- Am 12. September 2007 erfolgte ein Beben vor Sumatra mit einer Stärke von 7,8 Mw. In den Städten Padang und Mukomuko wurden zahlreiche Gebäude zerstört.
- Am 30. September 2009 wurde Sumatra erneut von einem schweren Erdbeben der Stärke 7,6 Mw erschüttert. Tausende Menschen wurden verschüttet, die Hilfsarbeiten wurden zudem durch ein schweres Nachbeben der Stärke 6,6 Mw mit einem Epizentrum 900 km weiter südöstlich nur 15 Stunden später erschwert. Alleine in Padang wurden nach 24 Stunden bereits 376 Todesopfer geborgen.[8]
- Am 25. Oktober 2010 verursachte ein Erdbeben vor der Westküste einen lokalen, bis zu 3 m hohen Tsunami, der die Mentawai-Inseln traf.[9] 20.000 Menschen wurden obdachlos, weit über 400 Menschen starben.

## Essen und Getränke
In den größeren Städten und touristischen Zentren gewinnen westliche Schnellrestaurants und ihre indonesischen Pendants zunehmend an Boden. In den ländlichen Gebieten haben sich noch einige traditionelle Esskulturen erhalten. Trotzdem bleiben Fisch und Reis die Hauptnahrungsmittel, selbst in den Bergregionen.

### Makanan padang

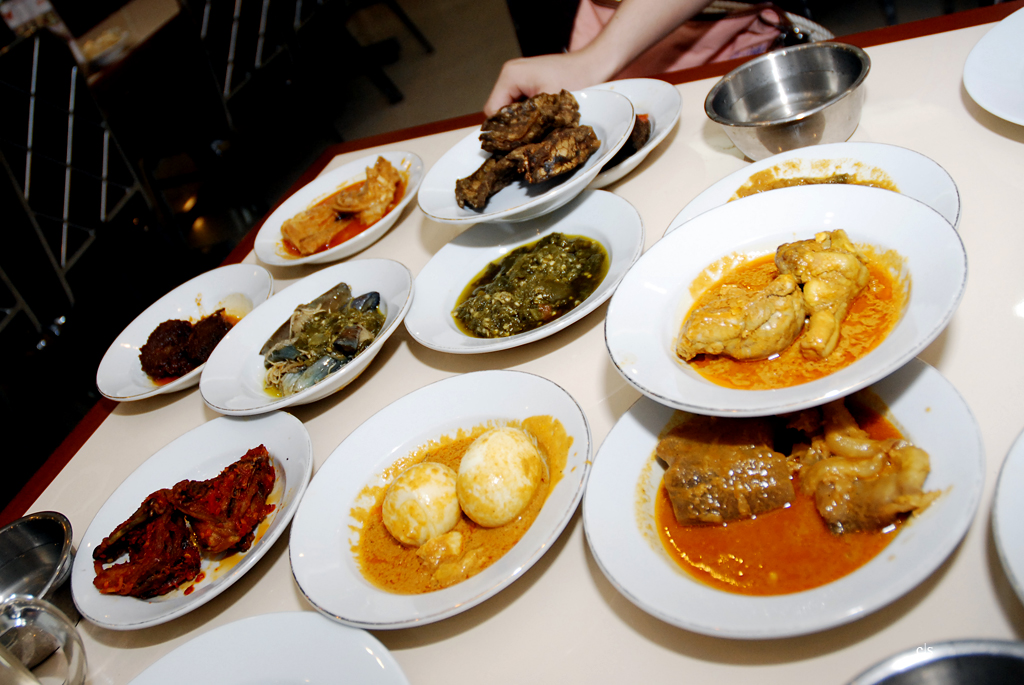
Makanan Padang

Makanan padang ist durch die großzügige Verwendung von Chili sehr scharf. Diese Würzung stammt aus Zeiten, als noch keine Kühlmöglichkeiten existierten. Es stammt aus der muslimischen Küche vorwiegend aus dem Großraum Padang und verwendet daher hauptsächlich Fisch (ikan), Hühnchen (ayam) und Rind (sapi). Seltener gibt es Lamm (domba), Ziege (kambing) und Büffel (banteng/kerbau), nur vereinzelt Ente (bebek) oder Taube (merpati). Schwein (babi) gilt bei den Muslimen als unrein, nur der Hund (anjing) steht noch niedriger – obwohl auch der in einigen Bereichen gegessen wird. Eine Ableitung aus dem Gericht stellt Rendang dar. Traditionell werden die ausgesuchten Speisen mit verschiedenen Soßen auf den Tisch gestellt. Berechnet wird nur das, was gegessen wird. Da auch teure Spezialitäten darunter sein können, empfiehlt es sich, vor dem Essen nach dem Preis zu fragen. Diese Tradition verliert in touristischen Gebieten aber zunehmend an Bedeutung, so trifft man immer häufiger Speise- und Getränkekarten an.

### Getränke
Neben tropischen Fruchtsäften gibt es auch diverse alkoholische Getränke, allerdings nicht in der streng muslimisch geprägten Provinz Aceh im Norden.
- Tuak: Die Blüte der Zuckerpalme (indonesisch pohon aren) wird angeritzt und der austretende Saft in Gefäßen aufgefangen. Die Flüssigkeit gärt dann einige Tage und entwickelt einen mittelmäßigen Alkoholgehalt (weniger als Bier). Getrunken wird meist aus Bambusrohren. Man trifft sich gegen Abend an bestimmten Plätzen (tempat tuak), sitzt herum, raucht, redet und trinkt. Hersteller verkaufen das Getränk meist aus großen Plastikkanistern.
- Arrak: wird aus Tuak gebrannt (destilliert). Der Alkoholgehalt ist vergleichbar mit Korn (37–40 Vol.-%). Pur ist Arrak kaum genießbar und wird deshalb meist in Kaffee (indon. kopi arak) oder heißer Schokolade getrunken.
- Bier (bir): Außer im Norden Sumatras ist es fast überall erhältlich. Neben Beck’s, Heineken und Carlsberg sind noch die indonesischen Marken Bintang und Anker auf dem Markt.
- Kopi Luwak: Ist der teuerste Kaffee der Welt. Der Preis liegt im Bereich einiger 100 €/Kg. Jede einzelne Bohne ist zuvor von einer Schleichkatze, dem Fleckenmusang (Paradoxurus hermaphroditus), gefressen und wieder ausgeschieden worden. Die Sorte Kopi Luwak stammt ausschließlich aus Indonesien von den Inseln Sumatra, Java und Sulawesi.

## Verkehr
Ab den 1970er Jahren durchquert der Trans-Sumatra-Highway von Nordwesten nach Südosten die Insel. Inzwischen werden drei Routen an der südwestlichen Küste, zentral und an der nordöstlichen Küste unterschieden. Seit 2015 wird eine neue, überwiegend im Norden Sumatras verlaufende Mautstraße errichtet, die Jalan Tol Trans-Sumatra (Mautstraße Trans-Sumatra), die 2024 fertig werden soll.
Bahnlinien gibt es in den Provinzen Nordsumatra, Westsumatra, Südsumatra und Lampung.
Die Städte Medan, Banda Aceh und Padang verfügen über einen internationalen Flughafen.
Viele Fähren verkehren nach Sumatra: zwischen Merak auf Java und Bakauheni, zwischen Malakka sowie Port Dickson in Malaysia und Dumai, zwischen Port Klang in Malaysia und Tanjung Balai, zwischen Singapur über die indonesischen Inseln Karimun, Batam und Bintan nach Tanjung Buton oder Mengkapang (Provinz Riau) oder Kuala Tungkal (Provinz Jambi). Viele Fähren werden von der indonesischen Gesellschaft Pelni betrieben.

## Belletristik
- Jürgen Alex: Sumatra – Samosir im Tobasee – Insel auf der Insel. In: mtv (Medical Tribune) 4/1980, ISSN 0343-5237
- Inge Schubart: Ärztin im Dschungel von Sumatra, ISBN 3-7987-0327-2. (Biographischer Roman zwischen 1950 und 1960)
- Ida Pfeiffer: Abenteuer Inselwelt, ISBN 3-900478-70-8 (Reise 1851 der damals bekannten österreichischen Reiseliteratin durch Borneo, Sumatra und Java)
- Max Dauthendey: Letzte Reise. Aus Tagebüchern, Briefen und Aufzeichnungen. 1925
- Hermann Hesse: Aus Indien, ISBN 3-518-37062-6 (Reiseaufzeichnungen von Singapur über Malaysia nach Süd-Sumatra aus dem Jahre 1911)
- V. S. Naipaul: Jenseits des Glaubens: Eine Reise in den anderen Islam. 1998

## Film
- Christina Kolb: Die Insel Sumatra – Unterwegs vom Karohochland nach Padang. Hrsg.: Saarländischer Rundfunk, ISBN 3-7919-0608-9